# Крокети

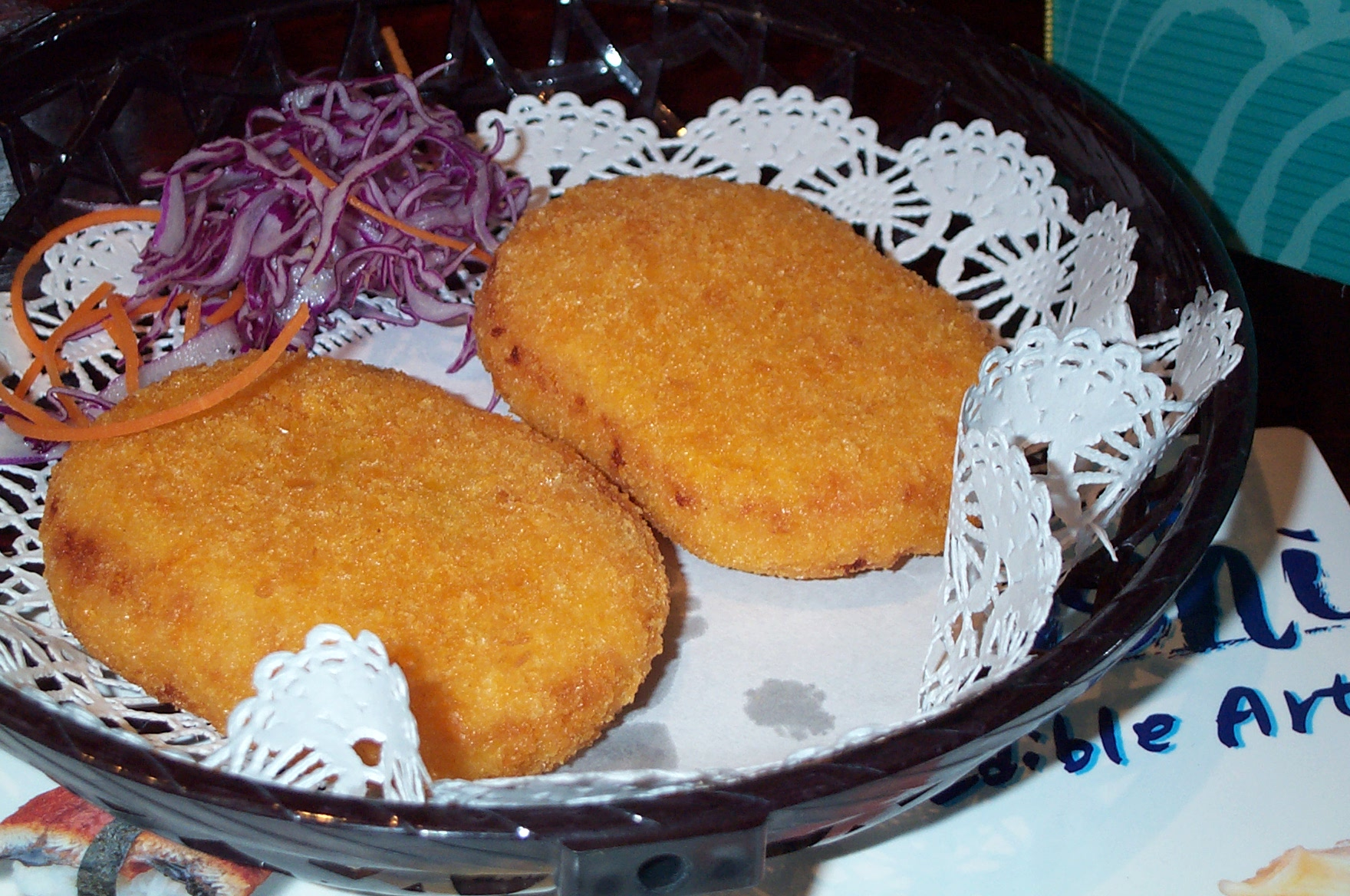
Круглі крокети

Крокети (от фр. croquer, кусати) — кулінарна страва циліндричної або округлої форми з м'ясного фаршу або овочів, обвалених в сухарях і обсмажених у фритюрі. Замість сухарів іноді використовується картопляне пюре. Типові начинки включають дрібно нарізане м'ясо, морепродукти, сир, рис, макарони або різноманітні овочі, а також приправи, такі як спеції, зелень та гриби. Крокети спочатку з'явилися у Франції. Згодом набули світової популярності і як делікатес, і як промислово вироблений фастфуд. Часто використовується як гарнір.

## Етимологія
Слово croquette — французьке, походить від croquer ‘хрумтіти’. У XVIII столітті, це слово зазвичай писалося як croquet.

## Варіанти
Бангладеш: Схожий на алу-тіккі, алу-чоп — це звичайний начинений картоплею крокет. У Бангладеш в основному подається як закуска. Він не весь заповнений картоплею.
Бразилія: Крокети в основному роблять з яловичини. У деяких районах країни вважаються німецькою стравою.
Велика Британія: Прості картопляні крокети можна купити в замороженому або охолодженому вигляді майже в будь-якому супермаркеті.
Угорщина: Угорські крокети — невеликі, циліндричної форми, схожі на чеський варіант. Так само робляться з картоплі, яєць, борошна, олії та солі, і потім обсмажуються у фритюрі. Крім цих інгредієнтів, як правило, ще використовується і невелика кількість мускатного горіха. Крокети можна замовити в більшості ресторанів або придбати замороженими і приготувати вдома.
Індія: Крокети з картопляною начинкою — алу-тіккі, дуже відомі в північній Індії і подаються з тушкованим м'ясом. Найчастіше подаються вдома як закуска, але також часто продаються придорожніми продавцями. Іноді їх називають «котлетами» і вживають як самостійну страву або, як фастфуду, з булочкою для гамбургерів (як вегетаріанський бургер).
Індонезія: Крокети — популярна закуска в Індонезії, здобула популярність під час голландського колоніального правління.
Іспанія: Крокети, особливо начинені хамоном, часто подаються як тапас. Тісто в основному робиться з начинкою (хамон, шинка, морепродукти) і з соусом бешамель.
Куба: На Кубі крокети зазвичай роблять з шинки, свинини, курки або суміші всіх трьох цих видів м'яса. Кубинські крокети зазвичай готуються без картоплі, але з борошном.
Мексика: Крокети зазвичай робляться з тунця і картоплі.
Нідерланди: Раніше ця страва вважалася делікатесом французької кухні з м'ясною або овочевою начинкою начинкою. Але в XIX столітті її стали готувати, щоб витратити залишки тушкованого м'яса. Після Другої світової війни кілька виробників їжі стали масово випускати крокети з яловичою начинкою. Згодом крокети стали ще більш популярним фастфудом. Через успіх цієї страви як фастфуду крокети придбали репутацію дешевої їжі сумнівної якості до такої міри, що згідно з однією голландською «міською легендою» виробники при їх приготуванні використовують відходи м'ясного виробництва. Крім поширеної начинки типу рагу, в ресторанах швидкого харчування зустрічаються такі популярні начинки, як цілі варені яйця, локшина і рис.
Польща: Польські крокети представляють собою тонкий, згорнутий млинець, начинений грибами, м'ясом, капустою, квашеною капустою. Потім їх обвалюють в сухарях і смажать на сковороді. Зазвичай подаються з борщем.
Португалія: Крокети циліндричної форми, паніровані, обсмажені. Зазвичай готуються з білим соусом і яловичиною, іноді з невеликою кількістю свинини. Для більшого смаку страви часто додається чорісо, чорний перець, бакаляу і пірі-пірі. Менш поширені різновиди португальських крокетів готуються з морепродуктів, риби або картоплі.
США: В Тампі, штат Флорида є вид крокетів виготовлених з приправленого крабового м'яса, які за традицією обвалюються в крихтах черствого кубинського хліба. Серед місцевих мешканців ця страва відома як croqueta de jaiba. Традиційний рецепт Нової Англії включає залишки святкового окосту, зазвичай приготованого з кленовим сиропом.
Україна: Крокети по-українськи називаються картопляники. Найбільш ця назва поширена на півдні країни. Це млинці круглої або овальної форми товщиною близько 1,5–2 см, як без начинки, так і начинені грибами, м'ясом. Застосовують як гарнір як в чистому вигляді, так і в різних соусах, часто з чорносливом. Тільки вони не обсмажуються у фритюрі.
Філіппіни: Філіппінські крокети, безсумнівно, з'явилися під час іспанської колонізації, але, на відміну від іспанських крокетів з бешамель, філіппінські крокети готують з картопляного пюре і рубленого м'яса або риби — зазвичай їхніх залишків. Поширені в сім'ях вищого і середнього класу, як і все що принесли іспанці.
Чехія: Чеські крокети — маленькі круглі кульки, звичайно зроблені з картоплі, яєць, борошна, олії та солі, обсмажені у фритюрі. Крокети можна замовити в більшості ресторанів або придбати замороженими і приготувати вдома.
Японія: Популярна смажена страва — схожий на крокети корокке, широко доступні в супермаркетах і м'ясних крамницях, а також в спеціалізованих магазинах корокке. Зазвичай робиться з картоплі з деякими інгредієнтами (наприклад, цибулею і морквою) і менш ніж 5 % м'яса (наприклад, свинини або яловичини), у формі пиріжка. Часто подається з соусом тонкацу. Також існують корокке циліндричної форми, які досить схожі на французькі крокети, де морепродукти (креветки або крабове м'ясо) або курка під білим соусом (рагу) охолоджуються до затвердіння і тільки потім крокети панірують і обсмажують. При готуванні такого крокету начинка встигає тільки розтанути. Цей різновид називається «вершковим корокке», щоб відрізняти її від картопляного. Часто подається з томатним соусом або без соусу. Крокети з м'яса в Японії не називаються корокке. Вони називаються Менті Кацу (яп. メ ン チ カ ツ, котлети з м'ясного фаршу).
Естонія: маленькі круглі кульки (крокети) зазвичай роблять з м'яса, риби або овочів.